# Linha Verde (Curitiba)

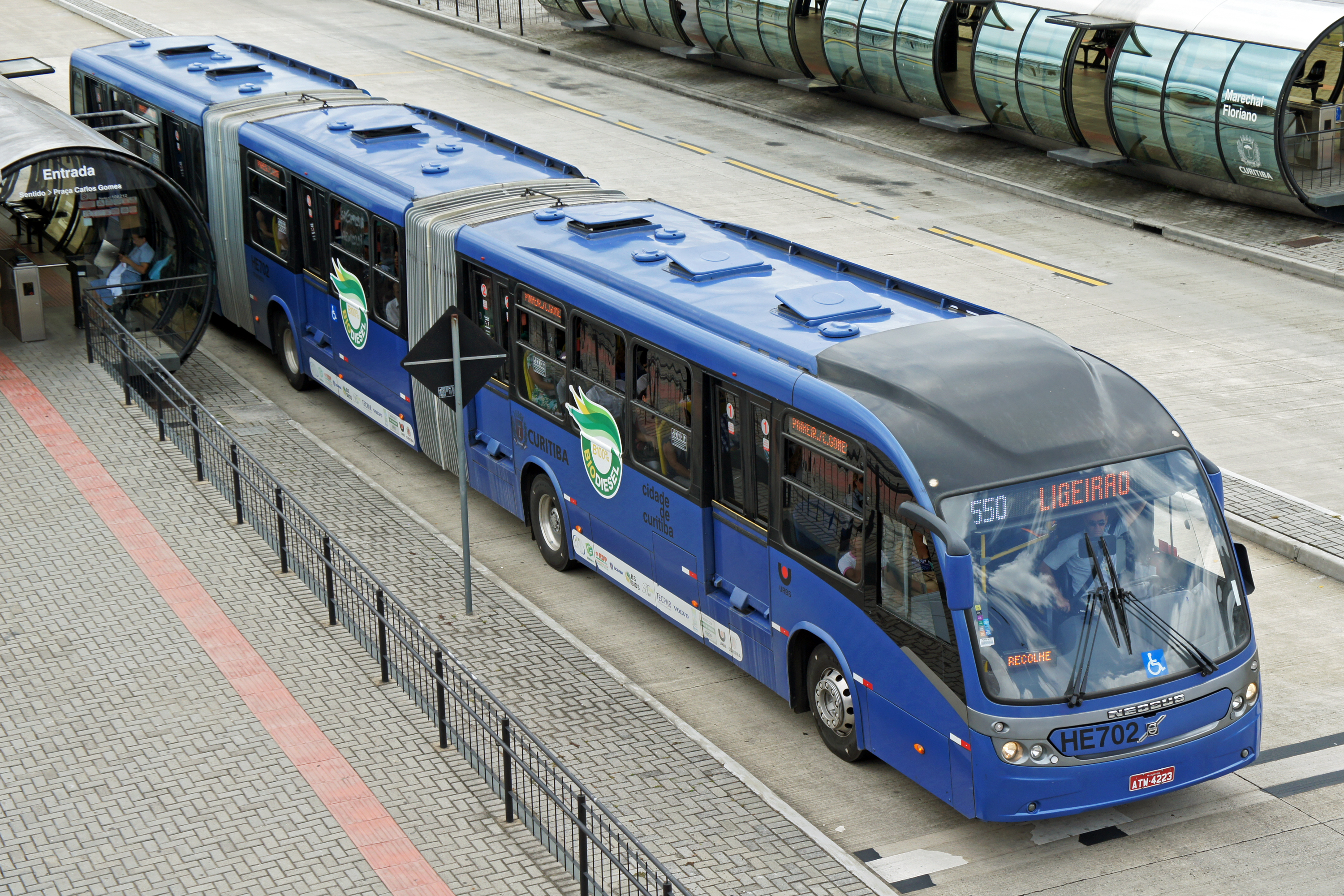
Ônibus biarticulado, ligeirão Pinheirinho - Carlos Gomes da Rede Integrada de Transporte de Curitiba.

A Linha Verde é uma via da cidade de Curitiba, sendo uma das principais da cidade.
Projeto urbanístico inaugurado em 9 de maio de 2009 para substituir a antiga rodovia que cortava a capital paranaense em dois (antes era trecho a BR-116 e BR-476) interligando o bairro do Pinheirinho (na região sul da cidade) ao Atuba (na região norte do município).
A Linha Verde é formada por uma pista central exclusiva para o ônibus biarticulado que faz a linha 550- Pinheirinho/Carlos Gomes e 350- Atuba/Pinheirinho e por pistas para circulação de veículos. Entre estas pistas, foram projetados espaços com canteiros de flores e árvores e também uma ciclovia e via para pedestres, com pontos de descanso e barras para exercícios.

## Linhas De Ônibus Atendidas
Ligeirão e Expressos:
- 550 - Ligeirão Pinheirinho/Carlos Gomes - Linha de corredor rápido de ônibus que interliga o Terminal Pinheirinho até a Estação Tubo Carlos Gomes utilizando a linha verde e a avenida Marechal Floriano Peixoto.
- 350 - Atuba/Pinheirinho - Linha de ônibus expresso que interliga o Terminal Pinheirinho até a estação-tubo Atuba, utilizando toda a linha verde de forma rápida).
- 502 - Circular Sul (Sentido horário) - Linha de ônibus expresso que interliga os terminais da zona sul de Curitiba, parando na Estação Marechal Floriano Peixoto (Linha Verde) no sentido Terminal Hauer.
- 602 - Circular Sul (Sentido anti-horário) - Linha de ônibus expresso que interliga os terminais da zona sul de Curitiba, parando na Estação Marechal Floriano Peixoto (Linha Verde) no sentido Terminal Portão.

Interbairros:
• 010/011 - Interbairros I - Linha de ônibus Interbairros, que faz paradas no meio de seu trajeto, ligando de forma circular a estação-tubo PUC (Linha Verde) com a região central de Curitiba.
• 030 - Interbairros III - Linha de ônibus Interbairros, que faz paradas no meio de seu trajeto, ligando o terminal Santa Cândida ao terminal Capão Raso, realizando paradas também na estação-tubo São Pedro (Linha Verde) com o terminal Carmo, terminal Vila Oficinas e o terminal Bairro Alto.
- 050 - Interbairros V - Linha de ônibus Interbairros, que faz paradas no meio de seu trajeto, que liga o terminal Fazendinha até o terminal Oficinas, fazendo paradas também no terminal Portão e na estação-tubo PUC (Linha Verde).

Ligeirinhos:
• 220 - Cabral/Estação PUC - Linha de ônibus duplo-ataque, realiza paradas no caminho ligando o Terminal Cabral até a estação-tubo PUC (Linha Verde), realizando paradas também nos pontos de ônibus do caminho, na estação prisma solar Agrárias, estação-tubo Rodoferroviária, Paiol e PUC (Imadulada Conceição).
- 707 - Tatuquara/Centro - Linha de ônibus duplo-ataque, realiza paradas em um trajeto rápido, interligando o Terminal Tatuquara, no extremo sul de Curitiba, a Praça Rui Barbosa. Realiza parada na Estação Xaxim.
- B05 - Guaraituba/Cabral - Ligeirinho metropolitano que interliga o Terminal Guaraituba, no município de Colombo, até o Terminal Cabral, na zona norte de Curitiba, realizando parada na Estação Atuba. Aos finais de semana ela atende também o terminal Maracanã em Colombo.
- F02 - Curitiba/Fazenda Rio Grande - Ligeirinho metropolitano que interliga o terminal do Municipal de Fazenda Rio Grande até a estação-tubo Carlos Gomes, realizando paradas na Linha Verde nas Estações Xaxim e Marechal Floriano Peixoto.

Alimentadores:
- 211 - Colina Verde - Linha alimentadora do Terminal Cabral que realiza parada na Estação Fagundes Varela.
- 212 - Solar - Linha alimentadora do Terminal Cabral que realiza parada na Estação Solar.
- 213 - São João - Linha alimentadora do Terminal Cabral que realiza parada na Estação Solar.
- 222 - Vila Esperança - Linha alimentadora do Terminal Boa Vista que realiza parada na Estação Atuba.
- 237 - Parque Atuba - Linha alimentadora do Terminal Santa Cândida que realiza parada na Estação Atuba.
- 238 - Atuba/Santa Cândida - Linha alimentadora que conecta o Terminal Santa Cândida e a Estação Atuba.
- 345 - Bairro Alto/Atuba - Linha alimentadora que conecta o Terminal Bairro Alto e a Estação Atuba.
- 616 - Portão/Santa Bernadethe - Linha alimentadora que conecta as Estações Fanny e Santa Bernadethe passando pelo Terminal Portão.
- 621 - Fanny - Linha alimentadora que conecta os Terminais Hauer e Capão Raso realizando parada na Estação Fanny.
- 624 - Vila São Pedro - Linha alimentadora do Terminal Capão Raso que realiza parada na Estação São Pedro.
- 625 - Gramados - Linha alimentadora que conecta os Terminais Sítio Cercado e Capão Raso realizando parada na Estação São Pedro.
- 629 - Alto Boqueirão - Linha alimentadora do Terminal Capão Raso que realiza parada na Estação Xaxim.
- 525 - Hauer/Capão Raso - Linha alimentadora do Terminal Capão Raso e do Terminal Hauer que realiza parada na Estação Xaxim.

Convencionais e Troncais:
- 361 - Augusto Stresser - Linha convencional que conecta a Praça Santos Andrade a Estação Solar.
- 365 - Jardim Social/Batel - Linha convencional que conecta os bairros Batel ao Jardim Social, na Estação Fagundes Varela.
- 371 - Higienópolis - Linha troncal que conecta a Praça Santos Andrade ao Terminal Bairro Alto, realizando parada na Estação Fagundes Varela.
- 374 - Hugo Lange - Linha troncal que conecta a Praça Santos Andrade ao Terminal Bairro Alto, realizando parada na Estação Fagundes Varela.
- 471 - Vila São Paulo - Linha convencional que conecta o bairro a Praça Rui Barbosa, realizando parada na Estação PUC.
- 472 - Uberaba - Linha convencional que conecta o bairro a Praça Rui Barbosa, realizando parada na Estação PUC.
- 475 - Canal Belém - Linha convencional que conecta o bairro a Praça Rui Barbosa, realizando parada na Estação PUC.
- 477 - Vila Macedo via Guabirotuba - Linha convencional que conecta o bairro a Praça Rui Barbosa, realizando parada na Estação PUC.

Linhas metropolitanas:
- B42 - Maracanã/Estação Atuba - Linha de ônibus metropolitana, de forma multimodal, que interliga a Estação Atuba ao Terminal Alto Maracanã no município de Colombo.
- N01 - Hospital Caron/Atuba (BR116 - via Jd. Paulista e Quatro Barras) - Linha de ônibus metropolitana, de forma multimodal, que interliga a Estação Atuba até o Hospital Angelina Caron em Campina Grande do Sul, passando pelo Terminal Jardim Paulista no município de Campina Grande do Sul e pelo Terminal Quatro Barras no município de mesmo nome.
- O31 - Quatro Barras/Estação Atuba (via Graciosa) - Linha de ônibus metropolitana, de forma multimodal, que interliga a Estação Atuba ao Terminal Quatro Barras, na cidade de mesmo nome, passando pela rua Estrada da Graciosa.
- S02 - Roça Grande/Linha Verde - Linha de ônibus metropolitana, de forma multimodal, que interliga a Estação Atuba até o Terminal Roça Grande no município de Colombo.

• C66 - Vila Zumbi/Estação Atuba - Linha de ônibus metropolitana que liga a estação Atuba até o bairro Vila Zumbi no município de Pinhais.
• C72 - Vila Palmital/Guadalupe (via Estação Atuba) - Linha de ônibus metropolitana que liga o Terminal Guadalupe em Curitiba até o bairro Vila Palmital no município de Pinhais, passando na Estação Atuba em ambos os sentidos.
• O62 - Borda do Campo/Guadalupe (Quatro Barras - Atuba) - Linha de ônibus metropolitana que opera nas noites de dias uteis e sabados, e aos domingos o dia todo. Liga o bairro Borda do Campo em quatro barras ate o terminal Guadalupe em Curitiba, passando na Estação Atuba e no Terminal Quatro Barras.

A estação Atuba, entregue em dezembro de 2024, completa o trajeto de Norte a Sul do BRT da Linha Verde.

## Investimentos
Para a fase inicial da via, foram gastos R$ 154 milhões na gestão do prefeito Beto Richa.

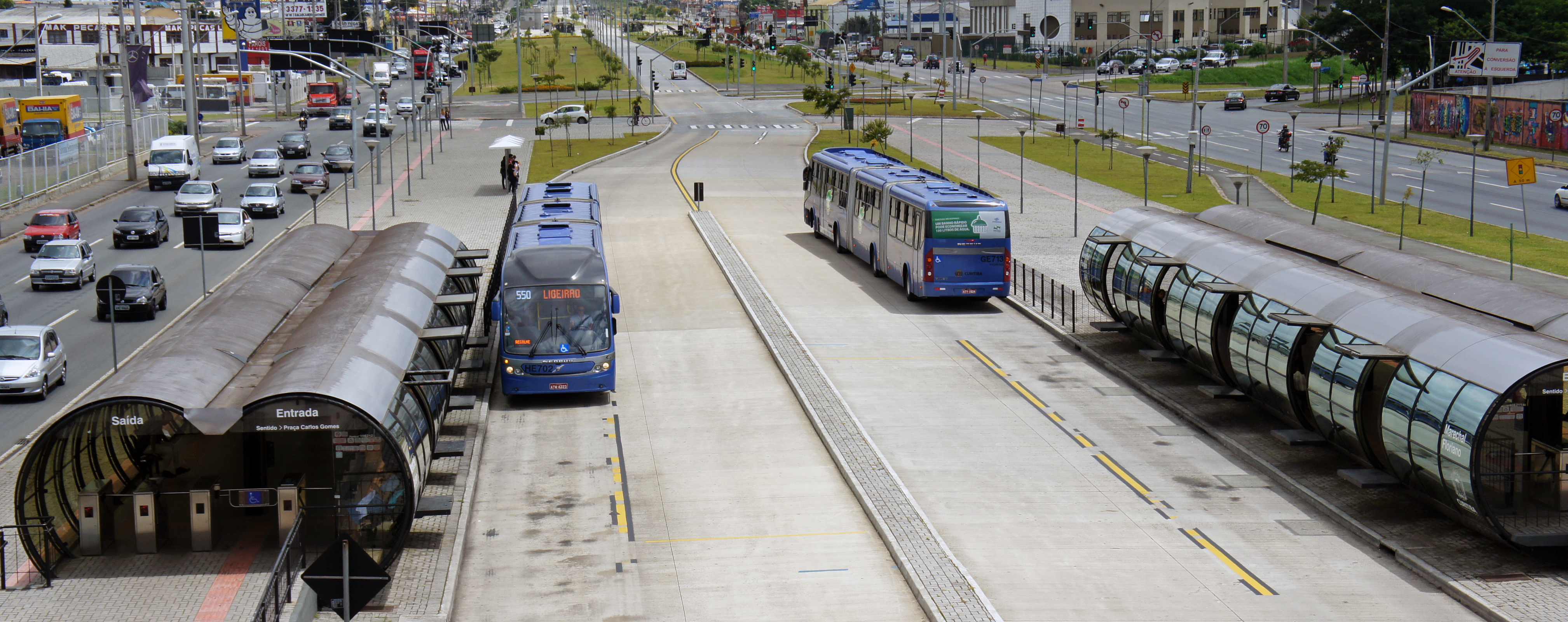
Ônibus biarticulados operados à biodiesel (B100) da Linha Verde na Estação Marechal Floriano(Linha 550).